# Halieutaea retifera
Halieutaea retifera är en fiskart som beskrevs av Gilbert, 1905. Halieutaea retifera ingår i släktet Halieutaea och familjen Ogcocephalidae. Inga underarter finns listade i Catalogue of Life.